# British Academy Film Awards 2013

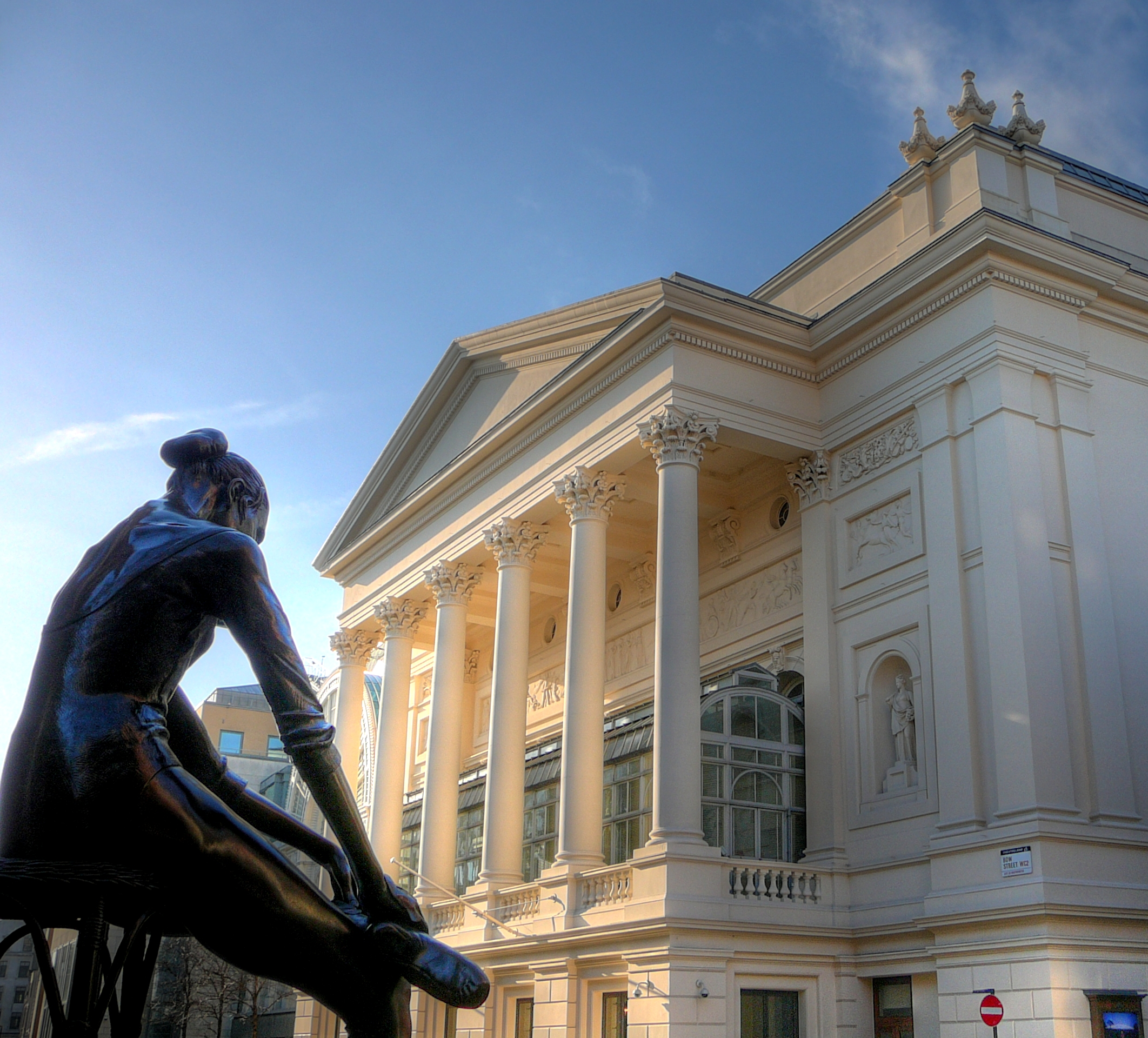
Das Royal Opera House in London, seit 2007 Veranstaltungsort der Verleihung

Die 66. Verleihung der British Academy Film Awards fand am 10. Februar 2013 im Royal Opera House in London statt, um die besten Filme des Jahres 2012 zu ehren. Die Filmpreise der British Academy of Film and Television Arts (BAFTA) wurden in 23 Kategorien verliehen, hinzu kamen ein Publikumspreis und drei Ehrenpreise. Gastgeber der Veranstaltung war der britische Schauspieler und Moderator Stephen Fry, der bereits zum achten Mal diese Funktion übernommen hatte.
Als bester Film wurde Ben Afflecks Thriller Argo ausgezeichnet, Affleck gewann außerdem den Preis für die beste Regie. Zum besten britischen Film wurde der James-Bond-Film Skyfall gewählt. Die meisten Auszeichnungen erhielt die Musicalverfilmung Les Misérables mit insgesamt vier Preisen. Steven Spielbergs Historiendrama Lincoln, das mit zehn Nennungen die meisten Nominierungen erhalten hatte, ging mit einer einzigen Auszeichnung für Daniel Day-Lewis als bester Hauptdarsteller aus dem Rennen. Den Preis für die beste Hauptdarstellerin gewann Emmanuelle Riva für ihre Rolle in Michael Hanekes Kammerspiel Liebe, das als bester nicht-englischsprachiger Film ausgezeichnet wurde.
| Film                               | N  | A |
| ---------------------------------- | -- | - |
| Lincoln                            | 10 | 1 |
| Les Misérables                     | 9  | 4 |
| Life of Pi: Schiffbruch mit Tiger  | 9  | 2 |
| James Bond 007: Skyfall            | 8  | 2 |
| Argo                               | 7  | 3 |
| Anna Karenina                      | 6  | 1 |
| Django Unchained                   | 5  | 2 |
| Zero Dark Thirty                   | 5  | 0 |
| Liebe                              | 4  | 2 |
| The Master                         | 4  | 0 |
| Der Hobbit: Eine unerwartete Reise | 3  | 0 |
| Silver Linings                     | 3  | 1 |
| Der Blender – The Imposter         | 2  | 1 |
| Der Geschmack von Rost und Knochen | 2  | 0 |
| Hitchcock                          | 2  | 0 |
| McCullin                           | 2  | 0 |

## Wahlverfahren
Für eine Nominierung bei den 66. British Academy Film Awards wurden alle Spielfilme berücksichtigt, die zwischen dem 1. Januar und dem 31. Dezember 2012 im Vereinigten Königreich veröffentlicht wurden, beziehungsweise die bei einer geplanten Veröffentlichung bis zum 8. Februar 2013 vom Verleiher vorab der Academy präsentiert wurden. Für Kurzfilme und animierte Kurzfilme galten besondere Regeln, so wurden nur britische Produktionen für diese Kategorien zugelassen.
Im Jahr 2013 wurde die Anzahl der Wahlgänge auf zwei reduziert, die Bekanntgabe einer Longlist entfiel. In der Kategorie Bester Film sowie in den vier Darstellerkategorien konnten alle der rund 6500 Mitglieder der BAFTA abstimmen. In den anderen Kategorien waren nur Mitglieder der betreffenden Chapter der Academy wahlberechtigt, über die beste Nachwuchsleistung eines britischen Autors, Regisseurs oder Produzenten stimmte eine Jury ab. Auch die Nominierungen in der Kategorie Bester Nachwuchsdarsteller wurden von einer Jury bestimmt, der Preisträger wurde allerdings als Publikumspreis in einer Onlineabstimmung ermittelt.
Die Nominierungen für die British Academy Film Awards wurden am 9. Januar 2012 bekanntgegeben. Die meisten Nominierungen erhielt Lincoln mit zehn Nennungen, gefolgt von Les Misérables und Ang Lees Literaturverfilmung Life of Pi: Schiffbruch mit Tiger mit je neun Nominierungen. Acht Nominierungen erhielt James Bond 007: Skyfall. Von diesen vier Filmen erhielt allerdings nur Ang Lee eine Nominierung in der Kategorie Beste Regie.

## Preisträger und Nominierungen

### Bester Film
Argo – Grant Heslov, Ben Affleck, George Clooney
Les Misérables – Tim Bevan, Eric Fellner, Debra Hayward, Cameron Mackintosh
Life of Pi: Schiffbruch mit Tiger (Life of Pi) – Gil Netter, Ang Lee, David Womark
Lincoln – Steven Spielberg, Kathleen Kennedy
Zero Dark Thirty – Mark Boal, Kathryn Bigelow, Megan Ellison

### Bester britischer Film

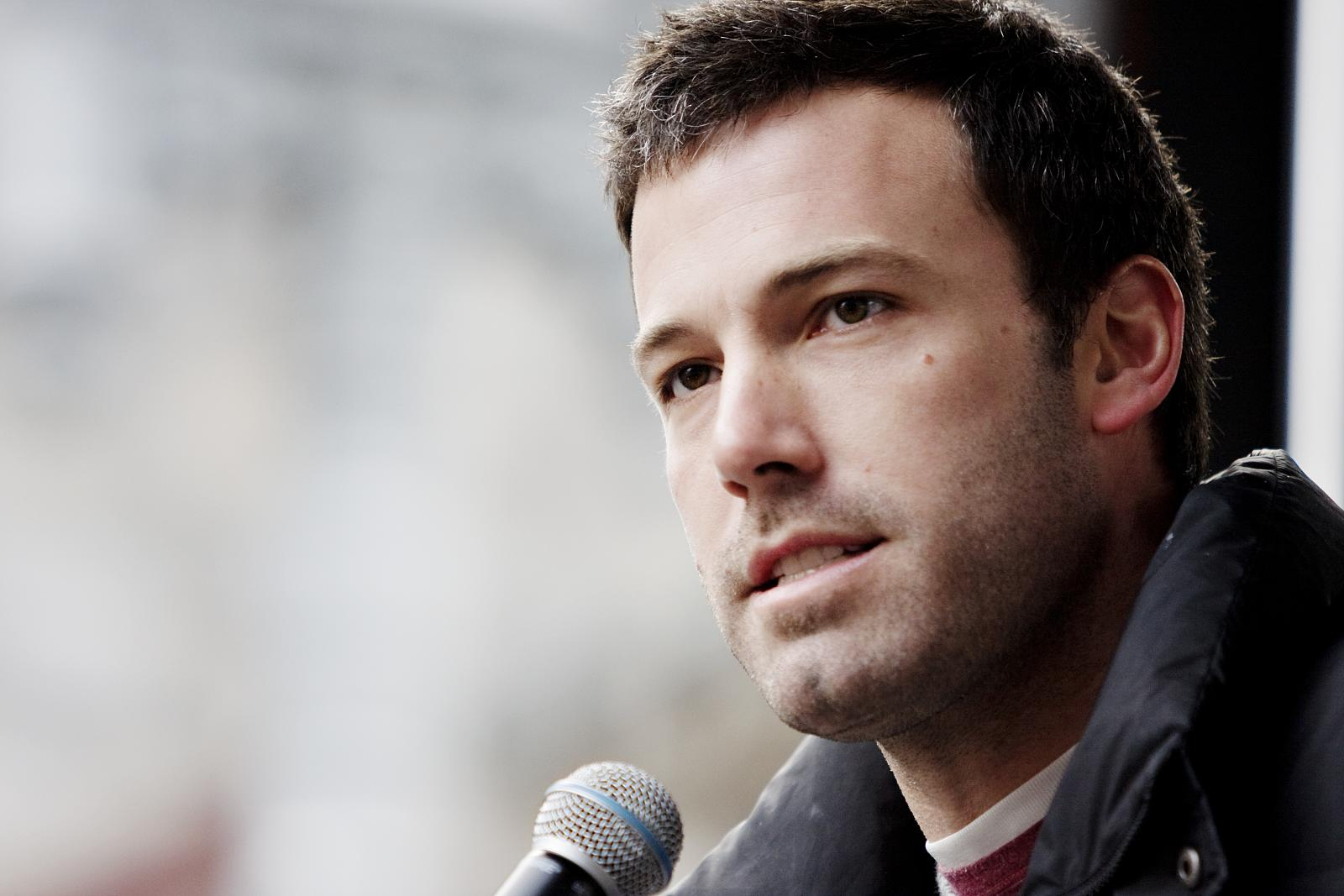
Ben Affleck, ausgezeichnet als Regisseur und Produzent von Argo

James Bond 007: Skyfall (Skyfall) – Sam Mendes, Michael G. Wilson, Barbara Broccoli, Neal Purvis, Robert Wade, John Logan
Anna Karenina – Joe Wright, Tim Bevan, Eric Fellner, Paul Webster, Tom Stoppard
Best Exotic Marigold Hotel (The Best Exotic Marigold Hotel) – John Madden, Graham Broadbent, Peter Czernin, Ol Parker
Les Misérables – Tom Hooper, Tim Bevan, Eric Fellner, Debra Hayward, Cameron Mackintosh, William Nicholson, Alain Boublil, Claude-Michel Schönberg
7 Psychos (Seven Psychopaths) – Martin McDonagh, Graham Broadbent, Peter Czernin

### Beste Regie
Ben Affleck – Argo
Kathryn Bigelow – Zero Dark Thirty
Michael Haneke – Liebe (Amour)
Ang Lee – Life of Pi: Schiffbruch mit Tiger (Life of Pi)
Quentin Tarantino – Django Unchained

### Bester Hauptdarsteller
Daniel Day-Lewis – Lincoln
Ben Affleck – Argo
Bradley Cooper – Silver Linings (Silver Linings Playbook)
Hugh Jackman – Les Misérables
Joaquin Phoenix – The Master

### Beste Hauptdarstellerin
Emmanuelle Riva – Liebe (Amour)
Jessica Chastain – Zero Dark Thirty
Marion Cotillard – Der Geschmack von Rost und Knochen (De rouille et d’os)
Jennifer Lawrence – Silver Linings (Silver Linings Playbook)
Helen Mirren – Hitchcock

### Bester Nebendarsteller
Christoph Waltz – Django Unchained
Alan Arkin – Argo
Javier Bardem – James Bond 007: Skyfall (Skyfall)
Philip Seymour Hoffman – The Master
Tommy Lee Jones – Lincoln

### Beste Nebendarstellerin
Anne Hathaway – Les Misérables
Amy Adams – The Master
Judi Dench – James Bond 007: Skyfall (Skyfall)
Sally Field – Lincoln
Helen Hunt – The Sessions – Wenn Worte berühren (The Sessions)

### Bestes adaptiertes Drehbuch
David O. Russell – Silver Linings (Silver Linings Playbook)
Lucy Alibar, Benh Zeitlin – Beasts of the Southern Wild
Tony Kushner – Lincoln
David Magee – Life of Pi: Schiffbruch mit Tiger (Life of Pi)
Chris Terrio – Argo

### Bestes Original-Drehbuch
Quentin Tarantino – Django Unchained
Paul Thomas Anderson – The Master
Wes Anderson, Roman Coppola – Moonrise Kingdom
Mark Boal – Zero Dark Thirty
Michael Haneke – Liebe (Amour)

### Beste Kamera
Claudio Miranda – Life of Pi: Schiffbruch mit Tiger (Life of Pi)
Danny Cohen – Les Misérables
Roger Deakins – James Bond 007: Skyfall (Skyfall)
Janusz Kamiński – Lincoln
Seamus McGarvey – Anna Karenina

### Bestes Szenenbild
Anna Lynch-Robinson, Eve Stewart – Les Misérables
Rick Carter, Jim Erickson – Lincoln
Dennis Gassner, Anna Pinnock – James Bond 007: Skyfall (Skyfall)
Sarah Greenwood, Katie Spencer – Anna Karenina
David Gropman, Anna Pinnock – Life of Pi: Schiffbruch mit Tiger (Life of Pi)

### Beste Kostüme
Jacqueline Durran – Anna Karenina
Colleen Atwood – Snow White and the Huntsman
Paco Delgado – Les Misérables
Joanna Johnston – Lincoln
Beatrix Aruna Pasztor – Große Erwartungen (Great Expectations)

### Beste Maske(Best Make-up and Hair)
Lisa Westcott – Les Misérables
Howard Berger, Julie Hewett, Martin Samuel – Hitchcock
Lois Burwell, Kay Georgiou – Lincoln
Rick Findlater, Peter Swords King, Richard Taylor – Der Hobbit: Eine unerwartete Reise (The Hobbit: An Unexpected Journey)
Ivana Primorac – Anna Karenina

### Beste Filmmusik
Thomas Newman – James Bond 007: Skyfall (Skyfall)
Mychael Danna – Life of Pi: Schiffbruch mit Tiger (Life of Pi)
Alexandre Desplat – Argo
Dario Marianelli – Anna Karenina
John Williams – Lincoln

### Bester Schnitt
William Goldenberg – Argo
Stuart Baird – James Bond 007: Skyfall (Skyfall)
William Goldenberg, Dylan Tichenor – Zero Dark Thirty
Fred Raskin – Django Unchained
Tim Squyres – Life of Pi: Schiffbruch mit Tiger (Life of Pi)

### Bester Ton
Jonathan Allen, Simon Hayes, Andy Nelson, Mark Paterson, Lee Walpole, John Warhurst – Les Misérables
Karen Baker Landers, Per Hallberg, Scott Millan, Greg P. Russell, Stuart Wilson – James Bond 007: Skyfall (Skyfall)
Ron Bartlett, Eugene Gearty, Doug Hemphill, Drew Kunin, Philip Stockton – Life of Pi: Schiffbruch mit Tiger (Life of Pi)
Christopher Boyes, Brent Burge, Michael Hedges, Tony Johnson, Michael Semanick, Chris Ward – Der Hobbit: Eine unerwartete Reise (The Hobbit: An Unexpected Journey)
Tony Lamberti, Michael Minkler, Wylie Stateman, Mark Ulano – Django Unchained

### Beste visuelle Effekte
Erik-Jan De Boer, Donald R. Elliott, Guillaume Rocheron, Bill Westenhofer – Life of Pi: Schiffbruch mit Tiger (Life of Pi)
Peter Bebb, Chris Corbould, Paul Franklin, Andrew Lockley – The Dark Knight Rises
Paul Butterworth, Charley Henley, Richard Stammers, Trevor Wood – Prometheus – Dunkle Zeichen (Prometheus)
David Clayton, Joe Letteri, Eric Saindon, R. Christopher White – Der Hobbit: Eine unerwartete Reise (The Hobbit: An Unexpected Journey)
Janek Sirrs, Daniel Sudick, Jeff White, Guy Williams – Marvel’s The Avengers (The Avengers)

### Bester animierter Spielfilm
Merida – Legende der Highlands (Brave) – Mark Andrews, Brenda Chapman
Frankenweenie – Tim Burton
ParaNorman – Chris Butler, Sam Fell

### Bester animierter Kurzfilm
The Making of Longbird – Will Anderson, Ainslie Henderson
Here to Fall – Kris Kelly, Evelyn McGrath
I’m Fine Thanks – Eamonn O’Neill

### Bester Kurzfilm
Swimmer – Lynne Ramsay, Peter Carlton, Diarmid Scrimshaw
Good Night – Muriel D’Ansembourg, Eva Sigurdardottir
The Curse – Fyzal Boulifa, Gavin Humphries
The Voorman Problem – Mark Gill, Baldwin Li
Tumult – Rhianna Andrews, Johnny Barrington

### Bester Dokumentarfilm
Searching for Sugar Man – Malik Bendjelloul, Simon Chinn
Der Blender – The Imposter (The Imposter) – Dimitri Doganis, Bart Layton
Marley – Kevin Macdonald, Steve Bing, Charles Steel
McCullin – David Morris, Jacqui Morris
West of Memphis – Amy Berg

### Bester nicht-englischsprachiger Film
Liebe (Amour), Frankreich/Deutschland/Österreich – Michael Haneke, Margaret Ménégoz
Der Geschmack von Rost und Knochen (De rouille et d’os), Frankreich – Jacques Audiard, Pascal Caucheteux
Die Jagd (Jagten), Dänemark – Sisse Graum Jørgensen, Morten Kaufmann, Thomas Vinterberg
Headhunters (Hodejegerne), Norwegen – Morten Tyldum, Marianne Gray, Asle Vatn
Ziemlich beste Freunde (Intouchables), Frankreich – Nicolas Duval Adassovsky, Olivier Nakache, Éric Toledano, Laurent Zeitoun, Yann Zenou

### Bestes Debüt eines britischen Drehbuchautors, Regisseurs oder Produzenten
Dimitri Doganis (Produktion), Bart Layton (Regie) – Der Blender – The Imposter (The Imposter)
James Bobin (Regie) – Die Muppets (The Muppets)
Dexter Fletcher (Regie), Danny King (Drehbuch) – Wild Bill – Vom Leben beschissen! (Wild Bill)
Tina Gharavi (Regie, Produktion, Drehbuch) – I Am Nasrine
David Morris (Regie), Jacqui Morris (Regie/Produktion) – McCullin

## Publikumspreis

### Beste darstellerische Nachwuchsleistung(EE Rising Star Award)
Der EE Rising Star Award ist ein Publikumspreis, die Preisträgerin wurde durch eine telefonische Abstimmung ermittelt.
Juno Temple
Elizabeth Olsen
Andrea Riseborough
Suraj Sharma
Alicia Vikander

## Ehrenpreise

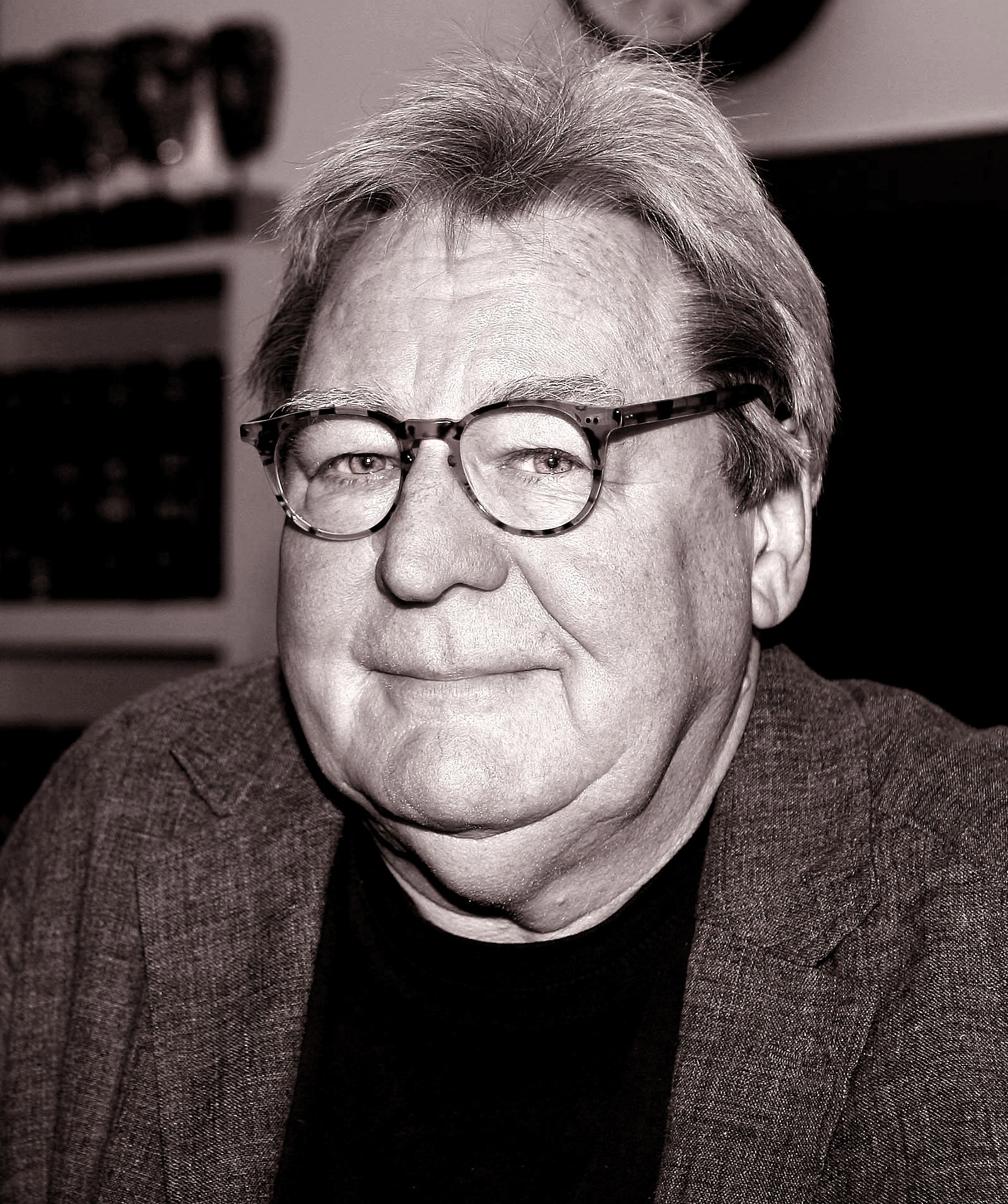
Alan Parker, Academy Fellow von 2013

### Academy Fellowship
- Alan Parker – britischer Filmregisseur

### Herausragender britischer Beitrag zum Kino
(Outstanding British Contribution to Cinema)
- Tessa Ross – britische Film- und Fernsehproduzentin

### Special Award
- Queen Elisabeth – für ihre besondere Schirmherrschaft der Film-Fernsehindustrie
- Run Run Shaw – Medienunternehmer und Produzent von mehr als 200 Hongkong-Filmen